# ASU-85
ASU-85 (tiếng Nga: Авиадесантная самоходная установка, АСУ-85, Aviadesantnaya Samokhodnaya Ustanovka, xe chiến đấu tự hành đổ bộ đường không) là một loại pháo tự hành đổ bộ đường không do Liên Xô thiết kế vào thời kỳ Chiến tranh Lạnh. Từ năm 1959 nó thay thế loại ASU-57 trong biến chế nhưng đến năm 1969 bị xe đổ bộ đường không BMD-1 hiện đại hơn thay thế.

## Phát triển
Việc phát triển mẫu pháo xung kích mới trang bị cho các lực lượng vũ trang bắt đầu tại phòng thiết kế OKB-40 thuộc Nhà máy chế tạo máy Mytishchi (MMZ), dưới sự giám sát của tổng công trình sư Nikolaj Aleksandrovich Astrov. Mẫu thử Ob'yekt 573 đầu tiên sẵn sàng cho các thử nghiệm tại nhà máy vào nửa cuối năm 1953. Xe đầu tiên được chế tạo trong lô nhỏ gồm 3 chiếc cải tiến được quân đội đánh giá vào năm 1956-1957. Các xe cải tiến được trang bị động cơ diesel 6 xi-lanh mới YaMZ-206V, thay vì dùng động cơ V-6 của PT-76. Năm 1958, bắt đầu sản xuất hàng loạt ASU-85. Tuy nhiên, Bộ quốc phòng vẫn yêu cầu chế tạo thêm một mẫu xe có giáp trên nóc, nên tới tận năm 1961 mới đưa vào sản xuất hàng loạt. Nhưng cấu hình đã lỗi thời và cuối thập niên 1960, VDV trở thành lực lượng chính sử dụng ASU-85.

## Thiết kế
ASU-85 dựa trên khung gầm của xe tăng PT-76, nhưng không có khả năng lội nước và được lắp động cơ mới. Xe có 3 ngăn: lái xe ở phía trước, khoang chiến đấu ở giữa và khoang động cơ ở phía sau.
Vũ khí gồm một pháo D-70 (2A15) 85mm, có nguồn gốc từ pháo chống tăng D-48 của F.F. Petrov. Pháo L/67 có tổng trọng lượng là 1.865 kg, gốc tầm từ -4.50° tới +15°, và quay được sang mỗi bên 15°. D-70 bắn cùng loại đạn với D-48 (3BK-7 HEAT, BR-372 HVAP-T và OF-372 HE), cơ số đạn là 45 viên. Pháo có tầm bắn hiệu dụng là 1150 mét và tầm tối đa 10 km. Ngoài ra còn có súng máy đồng trục SGMT hoặc  PKT 7,62 mm với 2000 viên đạn.
Cả pháo chính và súng máy đồng trục đều được điều khiển từ kính ngắm TShK-2-79. Khi bắn ban đêm, kính ngắm đếm TPN1-79-11 được dùng, kết hợp với thiết bị dò nguồn sáng hồng ngoại L-2. Hỏa lực gián tiếp được thực hiện với sự trợ giúp của thiết bị ngắm S-71-79 và PG-1. Ngoài ra, trưởng xe còn có các thiết bị quan sát TNPK-20 (ngày) và TKN-1T (đêm).
Tất cả các xe ASU-85 đều có một đài vô tuyến R-113 và hệ thống liên lạc nội bộ R-120. Đầu thập niên 1970, một số xe được trang bị súng máy hạng nặng DShK-M 12,7mm với 600 viên đạn. Các xe này có tải trọng chiến đấu giảm xuống chỉ còn 39 viên đạn cho pháo chính và được NATO định danh là ASU-85 M1974. Tên định danh ban đầu là SU-85M hay ASU-85M. ASU-85 cũng có thể được trang bị máy tạo khói BDSh-5.

## Lịch sử hoạt động
Lực lượng dù Liên Xô sử dụng ASU-85 trong các chiến dịch đổ bộ đường không. Vai trò chính là hỗ trợ bộ binh hoặc tấn công, với khả năng chống tăng hạn chế. Mỗi sư đoàn đổ bộ đường không có một tiểu đoàn pháo xung kích gồm 31 chiếc ASU-85. Sư đoàn đổ bộ đường không Pomeranian 6 Ba Lan (tiếng Ba Lan: 6 Pomorska Dywizja Powietrzno-Desantowa) có một số lượng tương đương ASU-85.
ASU-85 trang bị cho các đơn vị đổ bổ đường không nhờ việc đưa vào trang bị các loại trực thăng Mi-6 và Mi-10, cũng như các hệ thống dù và tên lửa hãm. NATO quan sát được ASU-85 lần đầu tiên vào năm 1962, và được sử dụng rộng rãi trong các đơn vị đổ bộ đường không của Ba Lan và Liên Xô.

## Biến thể
Không có các biến thể của ASU-85, nhưng khung gầm của nó được dùng làm khung thân cơ sở cho các thiết kế khác như khung gầm GM-575 của ZSU-23-4 "Shilka" và khung gầm GM-568, GM-578 của xe phóng và xe đài radar 1S91 của tổ hợp 2K12 "Kub".

## Quốc gia sử dụng
- Liên Xô
- Ba Lan
- Việt Nam